# Trichoplusia aspila
Trichoplusia aspila är en fjärilsart som beskrevs av Claude Dufay 1972. Trichoplusia aspila ingår i släktet Trichoplusia och familjen nattflyn. Inga underarter finns listade i Catalogue of Life.